# Siphocampylus affinis
Siphocampylus affinis är en klockväxtart som först beskrevs av Charles-François Brisseau de Mirbel, och fick sitt nu gällande namn av Mcvaugh. Siphocampylus affinis ingår i släktet Siphocampylus och familjen klockväxter. IUCN kategoriserar arten globalt som sårbar.
Artens utbredningsområde är Ecuador. Inga underarter finns listade i Catalogue of Life.